# Association pour le développement de l'éducation en Afrique
Pour les articles homonymes, voir Adea.
L' Association pour le développement de l'éducation en Afrique (ADEA), précédemment connue sous le nom de "Donateurs à l'éducation africaine", est un « réseau et partenariat » créé par une initiative de la Banque mondiale en 1988. Il regroupe les ministères de l'éducation, les agences de développement international, les ONG et les spécialistes de l'éducation. 
Il vise actuellement à aider les ministres de l'Éducation et les agences de financement à coordonner leurs efforts pour créer des politiques éducatives réussies basées sur le leadership africain. L'ADEA a également pris conscience de la pertinence du secteur informel et a ainsi reconnu la nécessité d'une formation scolaire professionnelle accrue comme moyen d'aider le secteur informel. "Diverses formes d'apprentissage"
L'ADEA est basée à Tunis à la Banque africaine de développement (BAD) depuis le 1er août 2008. 
L'ADEA publie une lettre d'information pour informer sur ses activités.

## Programmes
Les programmes comprennent: 
- L' Africa Education Journalism Award, lancé en 2001
- Réunions biennales des ministres de l'éducation, des représentants des agences de développement et des professionnels concernés. Réunions: 
  - 2003: tenue à Grand Baie, Maurice, sur le thème "Améliorer la qualité de l'éducation en Afrique sub-saharienne"
  - 2001: tenue à Arusha, Tanzanie sur le thème "Tendre la main, atteindre tout le monde: maintenir des politiques et des pratiques efficaces pour l'éducation en Afrique!" .
  - 1999: tenue à Johannesbourg, Afrique du Sud, sur le thème "Ce qui fonctionne et ce qui est nouveau dans l'éducation : L'Afrique parle! "
- Revue prospective et inventoriée de l'éducation en Afrique
- Identifier les réponses efficaces au VIH / SIDA
- Échanges intra-africains

## Personnalités
- Ashraf El-Shihy (en), président[1]
- Esi Sutherland-Addy, chercheuse
- Aboubacry Moussa Lam[2].
- Keith Lewin (en)

## Publications
- Pertinence de l'éducation- Adaptation des curricula et utilisation des langues africaines : le cas de l'éducation bilingue au Burkina Faso